# Protaetia brevitarsis
Protaetia brevitarsis es una especie de escarabajo del género Protaetia, familia Scarabaeidae. Fue descrita científicamente por Lewis en 1879.
Especie nativa de la región paleártica. Habita en Siberia, Sudeste Asiático, Mongolia, China y Corea.